# Énekes hattyú

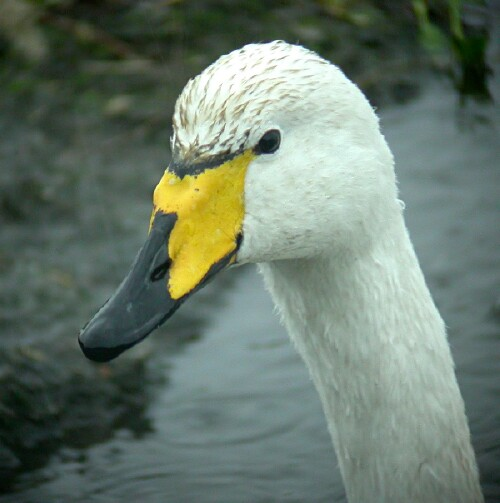
Portré

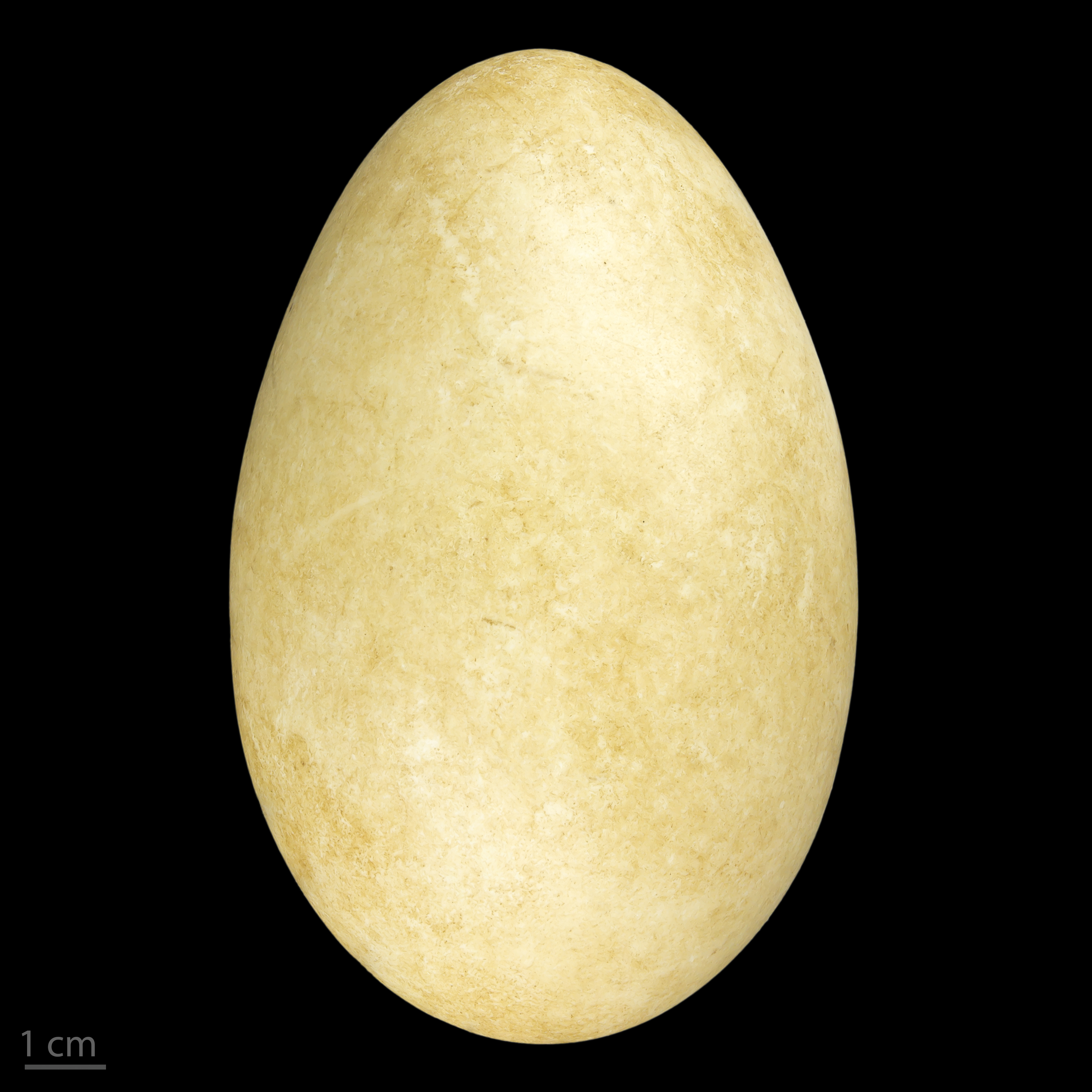
Cygnus cygnus

Az énekes hattyú, más néven sárgaorrú hattyú (Cygnus cygnus) a madarak osztályának a lúdalakúak (Anseriformes) rendjébe, ezen belül a récefélék (Anatidae) családjába tartozó faj.
Finnország nemzeti madara.

## Elterjedése, élőhelye
Európa és Ázsia  északi részeinek mocsaras területein költ.
Költési területe délen kapcsolódik a kis hattyúéhoz (Cygnus bewickii), ezenkívül költ Izlandon, de Észak-Amerikában nem, ott a nagyon hasonló trombitás hattyú (Cygnus buccinator) tölti be a megfelelő életteret.
Főleg a vedlési időszakban erősen vadásztak rá csónakokból, kutyákkal is, ezért nagyon félénk lett, és máig az is maradt, bár északon ugyanúgy él városi tavakon, mint a bütykös hattyú Közép-Európában. Vándormadár, de általában nem vonul messzire, sok madár telel a Balti-tenger déli részén, Írországban és Skóciában. Az izlandi énekes hattyú viszont nem költöző madár. Kemény teleken a német északi-tengeri partvidék felett is vonulnak nagy hattyúcsapatok Hollandiába, szétszórt csoportok mélyen a szárazföld belsejébe is követik a folyókat.
A Kárpát-medencében alkalmi vendég, Magyarországon a 18. század közepéig fészkelt a Tiszántúl mocsaras területein. Az 1960-as évekig gyakoribb volt, mint a bütykös hattyú.

## Megjelenése
Valamivel kisebb a bütykös hattyúnál (Cygnus olor), testhossza 145–160 centiméter, szárnyfesztávolsága 218–243 centiméteres, testtömege pedig 8,5–10 kilogramm. Nyakát általában mereven feltartja. Csőrének oldala sárga, hegye és háta fekete. Nem terpeszti szét úszás közben úgy a szárnyait, mint a bütykös hattyú. A tojó kisebb a hímnél. Tollazata tiszta fehér. Csőre töve sárga, hegye fekete.
Főleg repülés közben szeret kiáltozni. Kapcsolattartó hangja hangos, és a távolból trombitaszerű „hüöö”-nek hangzik. Repülése nem kelt feltűnő zajt. A vízről zajos nekifutás után tud felszállni, de azután könnyedén és kitartóan repül. Repülés közben ferde vonalakba vagy ék alakba rendeződik.

## Életmódja
Tápláléka vízinövények részeiből és magvaiból, rovarokból, férgekből, kagylókból, apró kétéltűekből és halakból áll. Télen ezt gabonával, burgonyával egészíti ki. Kevesebbet legel a bütykös hattyúnál és a ludaknál, csőrével inkább vízinövények gyökerei után kutat.

## Szaporodása
Mint a hattyúk mindegyike, ez a faj is monogám, hosszú távú párkapcsolatban él.
A nász már a téli szállásterületen elkezdődik, eközben hangos trombitálást hallat. A madarak felágaskodnak egymással szemben, és kitárják szárnyaikat, ehhez kígyózó nyakmozdulatok társulnak. Udvarláskor mindkét partner hasonló viselkedésformát mutat. A párzás előtt, ami a többi hattyúhoz hasonlóan csak a vízen sikerül, nyakukat keresztezve csőrüket mindketten a vízbe dugják.
A költési idő május második vagy június első felében kezdődik. A párok külön költenek, saját territóriumot alakítanak ki. Tundrák, kis tavak partján 3–5 tojásán 35 napig költ, fűfélékből álló fészkében. A tojó minden rendelkezésére álló anyagból kis szigetekre, közvetlenül a sekély vízbe vagy a mocsárba építi a nagy fészekhalmot. Csak a tojó költ, eközben a hím őrködik. Az embertől fészkük közelében is megijednek, és könnyen feladják a fészekaljat. A tojó a többi hattyúhoz hasonlóan minden második nap tojik egy tojást. A fészekaljat betakarja, amíg az összes tojást le nem rakta. 
A tojások hossza kb. 115 mm.
A hattyúfiókákat többnyire a partra vezetik, és ott melengetik őket, általában a tojó megy elöl, utána következnek a fiókák, végül a hím. A fiókáknak először szürke pehelytolluk van, később fiatalkori ruhájuk is szürke, de már az első télen növesztenek néhány fehér tollat. A második télen kihullanak az utolsó szürke tollak is, és ezzel láthatóvá válik, hogy az ifjú hattyú elérte az ivarérettséget.

## Magyarországi előfordulása

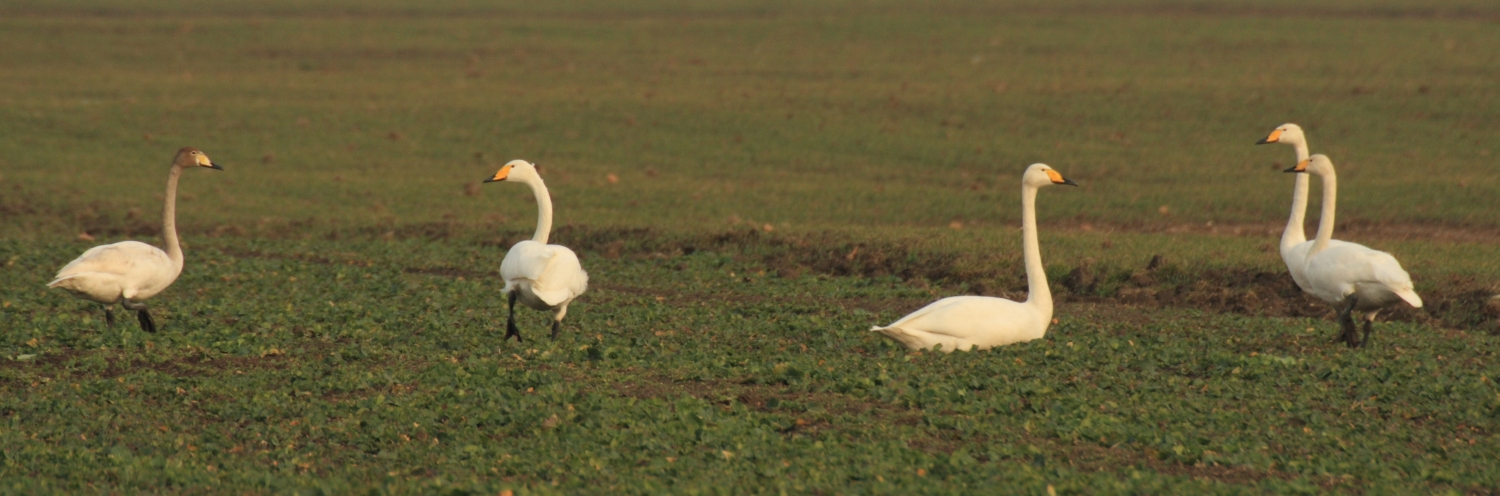
Énekes hattyúk Szárföldnél

A XVIII. század közepéig a Tiszántúl mocsaraiban fészkelő faj volt. Növekvő Európai állománya az utóbbi évtizedekben terjeszkedik, ennek következtében 2005-től újra költ az Ipoly mellett. A hazai vizes élőhelyeken rendszeres, de ritka vendég. Az 1940-es évektől összegyűlt mintegy 250 előfordulása alapján elsősorban november és február között számíthatunk felbukkanására. A Dunán a Tiszán és a Dunántúl nagyobb tavainál fordul elő rendszeresen egyesével, vagy kisebb csapatokban, sokszor bütykös hattyúk között.
Hazai fészkelését először 2005-ben bizonyították, amikor Dejtár határában sikerült több napon keresztül megfigyelni egy fiókáit vezető tojó példányt.

## Védettsége
Magyarországon védett, természetvédelmi értéke 50 000 Ft.

## Egyéb
Csak az énekes hattyú lehet annak a legendának az alapja, miszerint a haldokló hattyú még egyszer, teljes erejéből és különösen szépen énekel pusztulása előtt. Hangjának a távolból valóban panaszos hangulata van. A jégbe fagyott és az éhhalálnak kiszolgáltatott hattyú még akkor is énekel, amikor sorsa már eldőlt.